# Лемеј (Мисури)
Лемеј (енгл. Lemay) насељено је место без административног статуса у америчкој савезној држави Мисури.

## Демографија
По попису из 2010. године број становника је 16.645, што је 570 (-3,3%) становника мање него 2000. године.
| Група             | 2000.          | 2010.          |
| Белци             | 16.415 (95,4%) | 15.255 (91,6%) |
| Афроамериканци    | 175 (1,0%)     | 288 (1,7%)     |
| Азијати           | 92 (0,5%)      | 278 (1,7%)     |
| Хиспаноамериканци | 349 (2,0%)     | 517 (3,1%)     |
| Укупно            | 17.215         | 16.645         |